# Tremblay-les-Villages
Tremblay-les-Villages is een gemeente in het Franse departement Eure-et-Loir (regio Centre-Val de Loire). De plaats maakt deel uit van het arrondissement Dreux. Tremblay-les-Villages telde op 1 januari 2022 2.208 inwoners.

## Geografie
De oppervlakte van Tremblay-les-Villages bedroeg op 1 januari 2022 63,31 vierkante kilometer; de bevolkingsdichtheid was toen 34,9 inwoners per km².

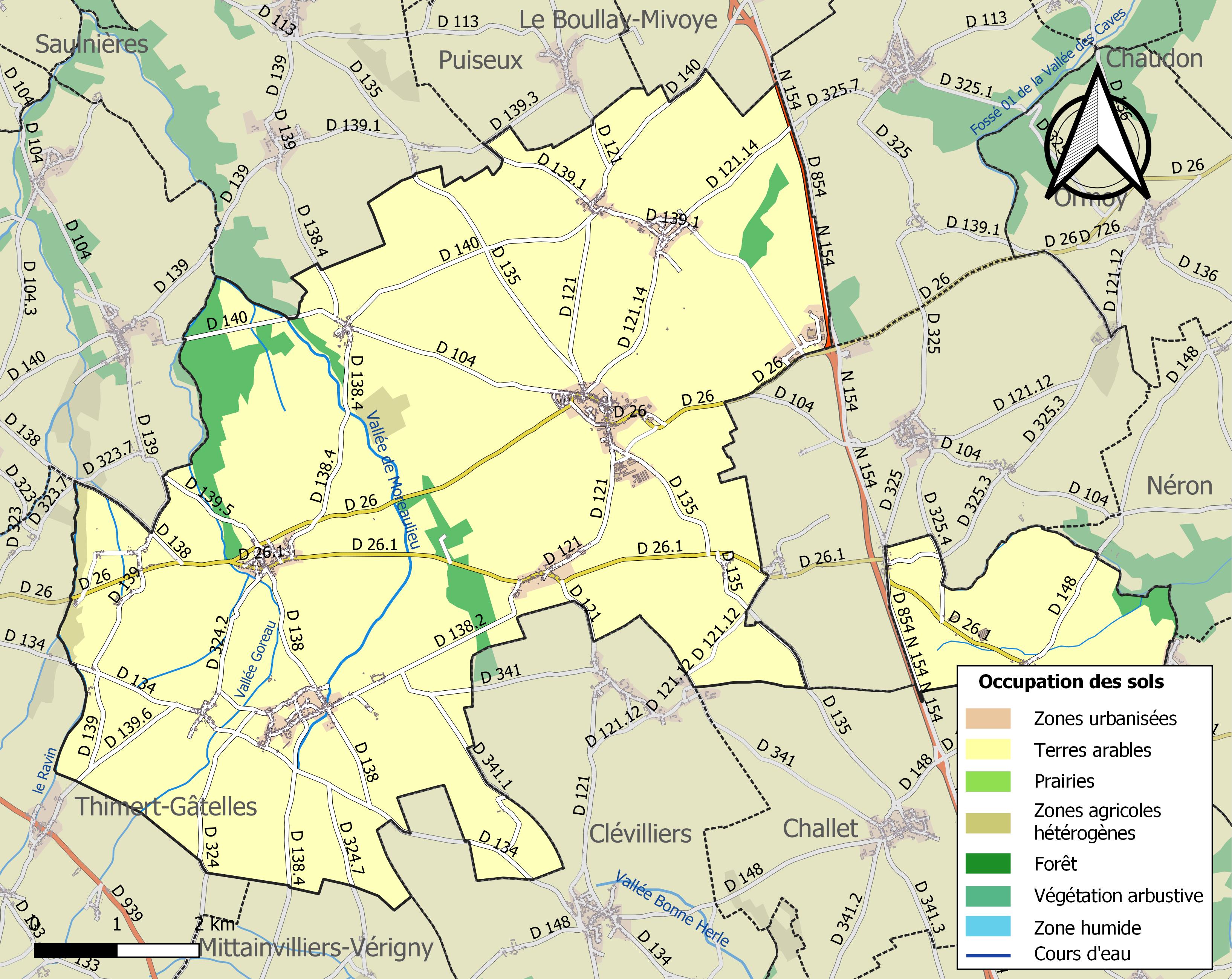
Kaart van de gemeente met belangrijkste infrastructuur, bodemgebruik en omliggende gemeenten

## Demografie
Onderstaande figuur toont het verloop van het inwonertal (bron: INSEE-tellingen).